# Canon de eclipses

Eclipse lunar del 3 de marzo de 2007.

El "Canon de eclipses" (en alemán, Canon der Finsternisse) es una compilación de efemérides astronómicas realizada por el austriaco  Theodor von Oppolzer (1841-1886) y publicada originalmente en 1887 en Viena. Fue corregida y reeditada por Dover Publishing de Nueva York en 1962.
En el Canon se recogen 8.000 eclipses de Sol ocurridos (o previstos) entre los años 1206 y 2161 y 5.200 eclipses de Luna entre los años 1206 y 2132. El Canon contiene los elementos geométricos y trigonométricos necesarios para calcular las circunstancias de cada eclipse en todos los lugares de la Tierra. Sin embargo, no contempla los eclipses penumbrales de Luna y adolece de algunos errores en eclipses de la Antigüedad debido a que en el siglo XIX, fecha de su composición, aún no eran bien conocidas algunas características dinámicas del sistema Tierra-Luna. 

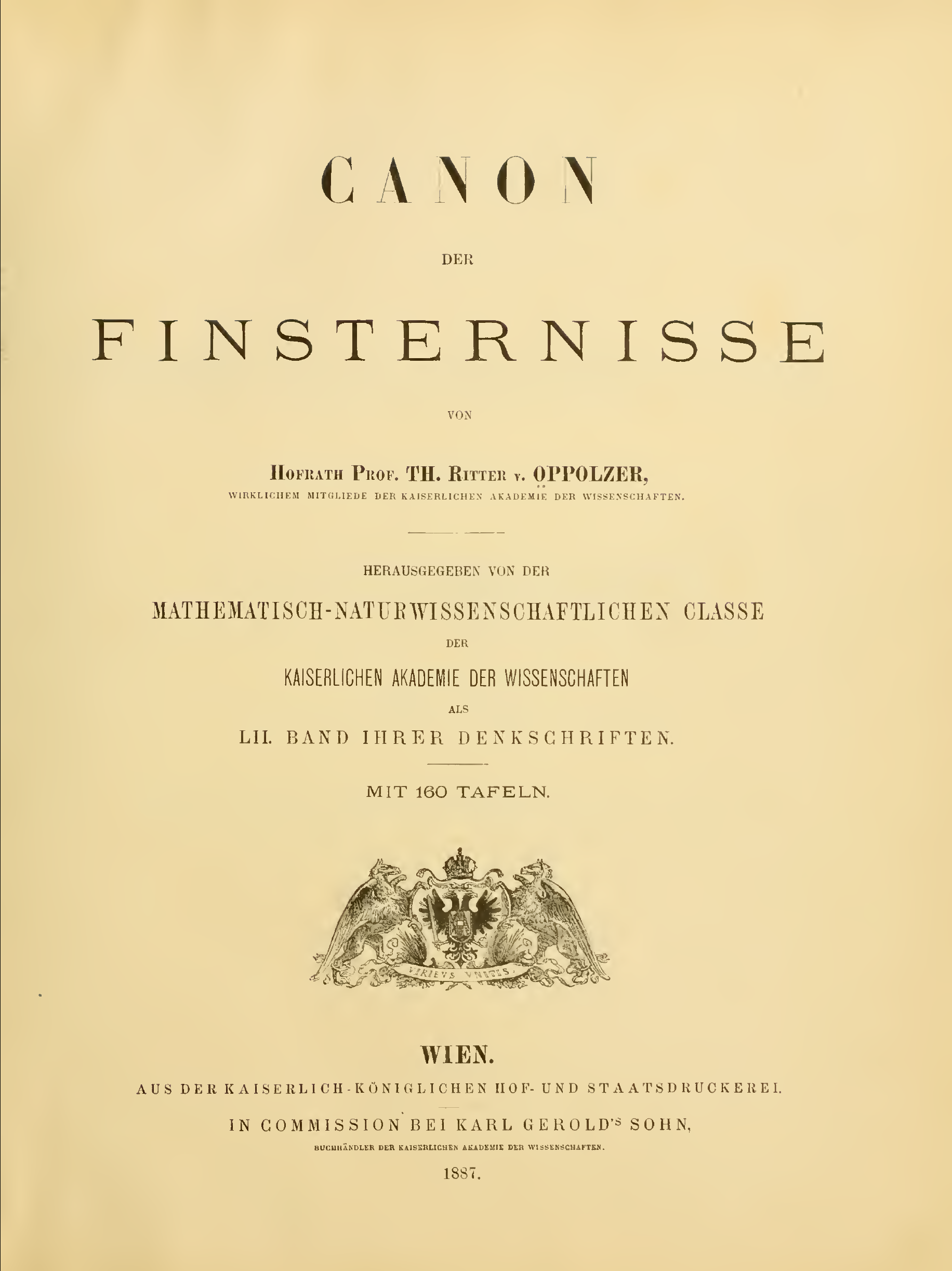
Portada del libro
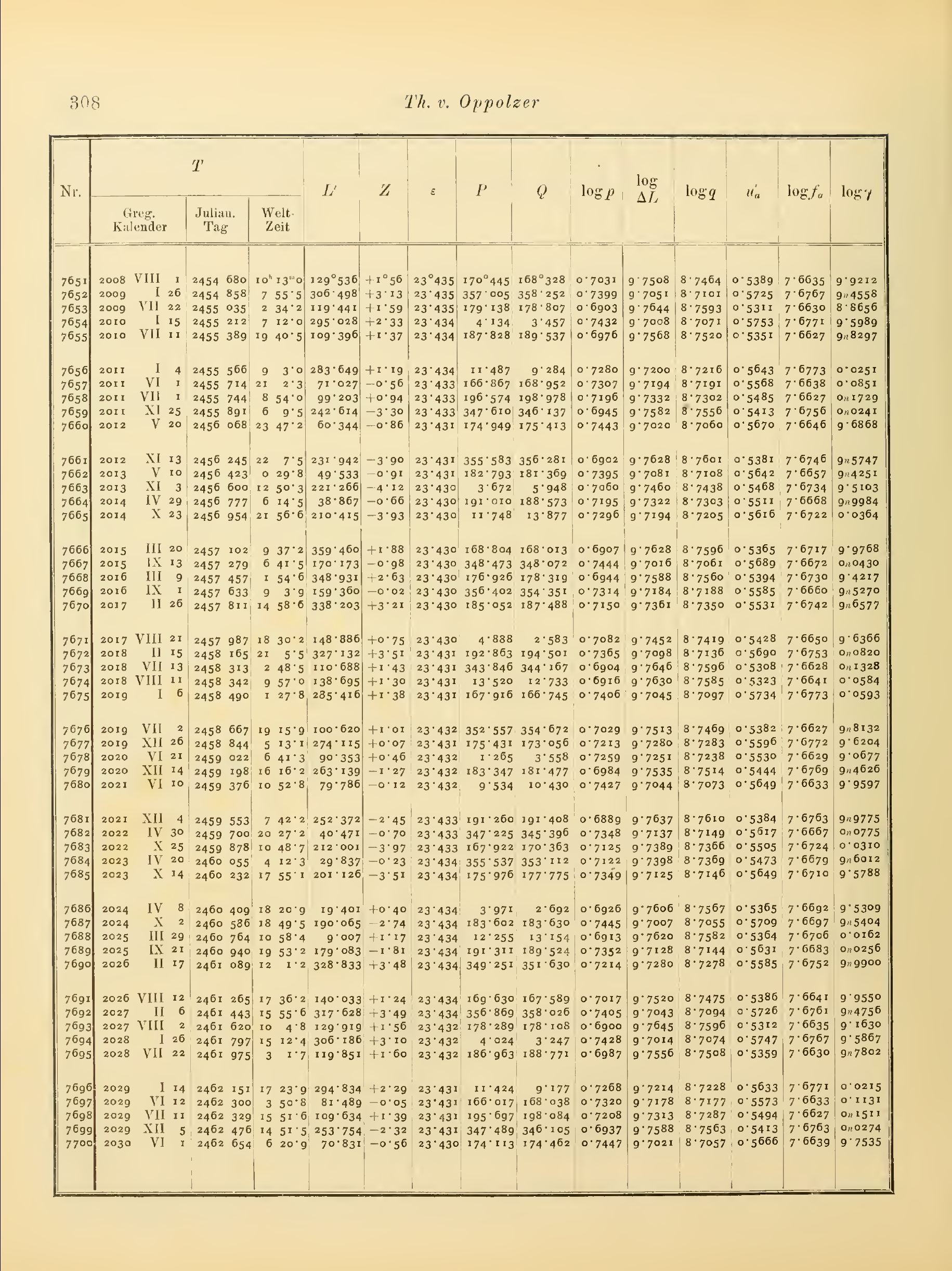
Página 308, parámetros de eclipses solares entre 2008 y 2030
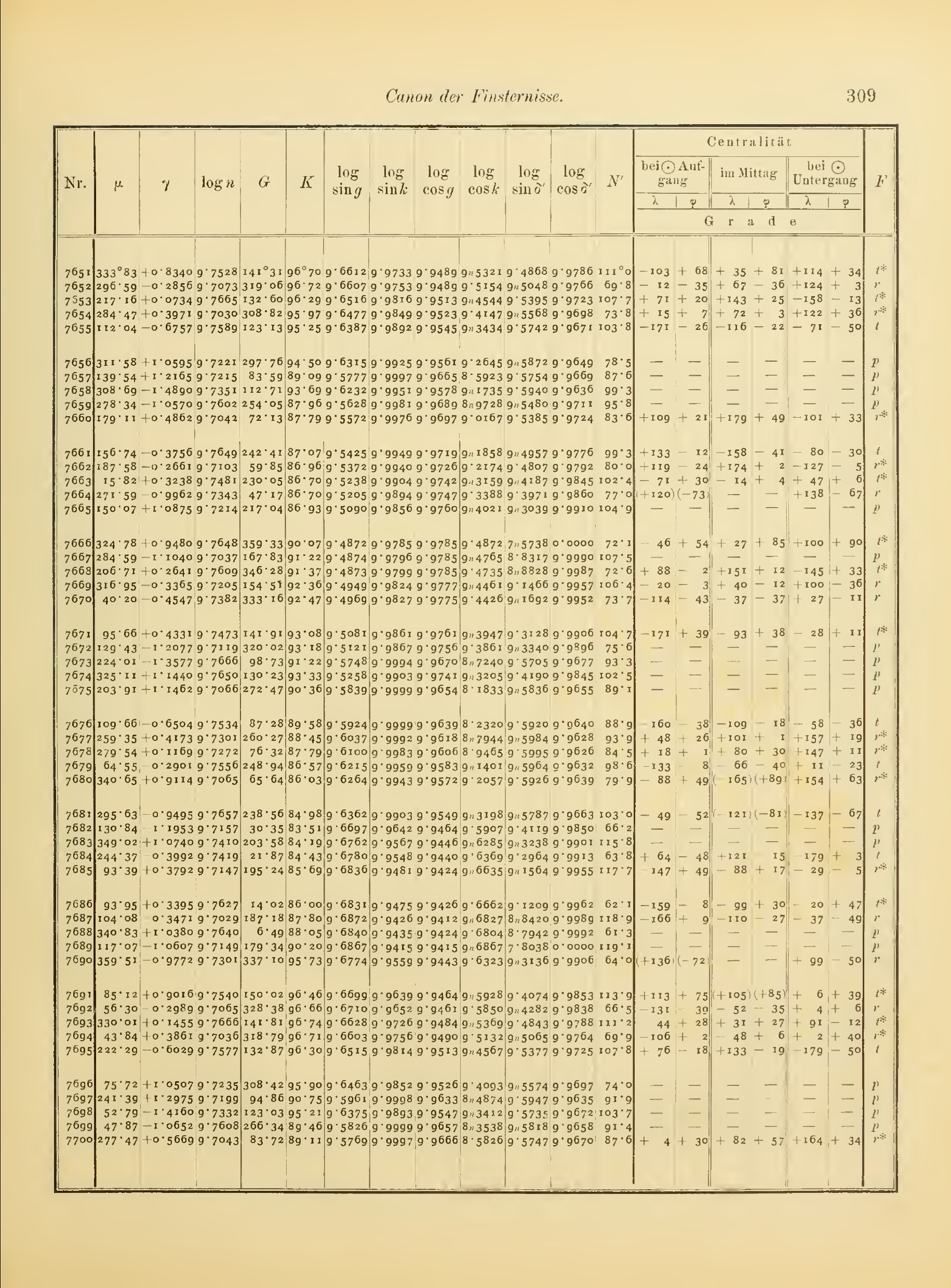
Página 309, parte 2
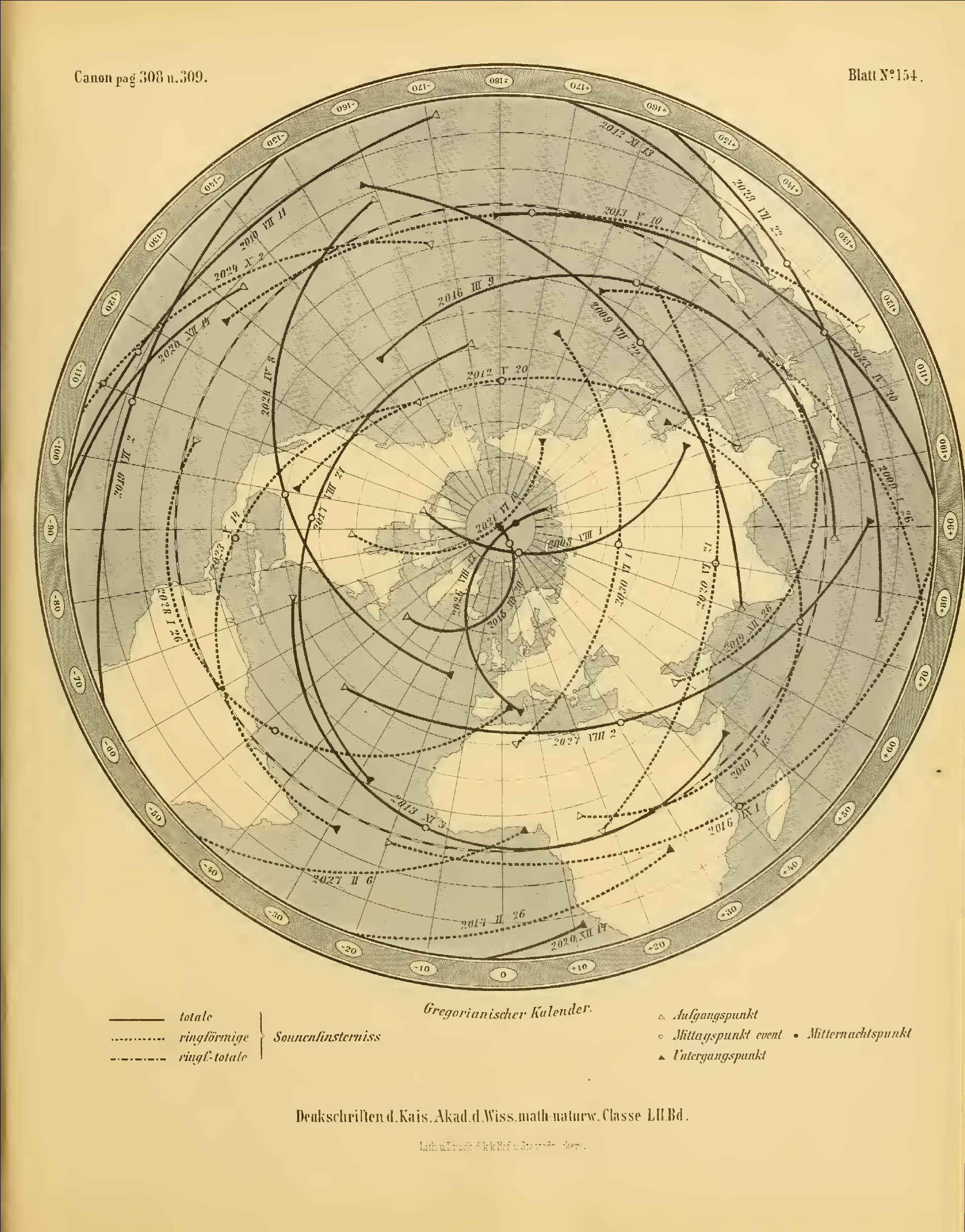
Página 154, Mapa de eclipses entre 2008 y 2030